# Riure pasqual
El riure pasqual o riure de Pasqua (en llatí: risus paschalis) fa referència al costum d'alguns predicadors, en països de llengua alemanya (on s'anomena Osterlachen o Ostergelächter), documentat ja des de l'edat mitjana però especialment en el segle xvi i posteriors, de fer riure els feligresos, amb facècies i relats còmics i de caràcter sexual, i fins i tot amb gesticulacions obscenes, en la missa del Diumenge de Glòria, com a celebració de la ressurrecció de Jesucrist i la fi del període quaresmal.
Aquest fenomen, consistent en provocar la hilaritat en la missa pasqual, dins de la litúrgia, per part de l'oficiant, va continuar, a vegades amb variants, també en altres països europeus, com és el cas del Sermó de s'Enganalla, de Llucmajor.